# ツルケマン
ツルケマン（蔓華鬘、学名：Corydalis ochotensis ）はキケマン属の一年草または二年草。別名、ツルキケマン（蔓黄華鬘）。

## 特徴
地下に根茎はない。茎は直立せず、長く横にはってよく分枝して広がり、先の枝や花序は斜めに立つ。全草に毛がなく、白粉をかぶったような緑色で、やわらかく、茎に稜があり長さは約1mになる。葉は互生し、葉柄をもち、長さ、幅ともに7-12cmになる3角形から卵形で、2-3回3出複葉になる。小葉は多くは3深裂し、裂片は長さ10-15mmで、長楕円形から倒卵形になる。
花期は8-9月。葉腋から総状花序をだし、数個の花をまばらにつける。花に小花柄と苞がある。花は4個の花弁で構成されており、色は淡黄色で、長さ15-20mmになり、一方が2唇状に開き、その反対側が長い距となり、その先端は細くなり、すこし湾曲する。距は同属他種のものと比べ長い。小花柄の基部にそれより長い苞があり、苞は長さ1-1.5cm、幅5-10mmの広卵形から卵形で、多くは全縁となる。雄蕊は6個あり、3個が2組になる2体雄蕊となる。果実は扁平な蒴果で、長さ12-15mm、幅3.5-4.5mmになる長倒卵形で、種子が数個入り、2列に並ぶ。

## 分布と生育環境
日本では、本州の中部地方、関東地方のほか、東北地方と北海道に分布し、山中の林内の半日陰地にややまれに生育する。世界では、シベリア東部、オホーツク海沿岸地方に分布する。

## 保全状況評価
絶滅危惧IB類 (EN)（環境省レッドリスト）

## ギャラリー
- 茎は横にはい分枝する。
- 葉は2-3回3出複葉。

## 類似の種
同属で似た種に、ナガミノツルケマン（長実の蔓華鬘、学名：Corydalis raddeana）、
別名、ナガミノツルキケマン（長実の蔓黄華鬘）がある。ナガミノツルケマンは、ツルケマンと比べると、花は密につき、色は濃い黄色で、果実の幅が細く、果実内の種子が1列に並ぶ。
ツルケマンの変種 -Corydalis ochotensis Turcz. var. raddeana (Regel) Nakai とされたこともある。